# Jacques de Collombs
Jacques Antoine André Léon de Collombs (Thimister, 24 mei 1847 - Rueil-Malmaison, 4 januari 1933) werd in 1892 opgenomen in de Belgische erfelijke adel, samen met zijn broer Victor André de Collombs.

## Levensloop
- Léon De Collombs was een zoon van André Decollombs, burgemeester van Thimister, en van Marie-Catherine Dumont. In 1874 werd bij rechtbankvonnis de naam erkend als de Collombs. In 1892 werd Léon in de Belgische erfelijke adel opgenomen. Hij trouwde in 1875 in Namen met Marie-Anne Zoude (1853-1923).
  - Magdeleine de Collombs (1876-1898) trouwde in Rochefort in 1896 met volksvertegenwoordiger Auguste Mélot (1871 - omgekomen in het kamp van Neuengamme op 6 november 1944). Na de vroege dood van zijn eerste echtgenote was hij in 1904 in Merelbeke hertrouwd met Marguerite Verhaegen (1881 - omgekomen in het kamp van Ravensbrück in januari 1945), dochter van volksvertegenwoordiger Arthur Verhaegen. Augustin Melot was een zoon van senator en minister Ernest Mélot.
  - Frantz de Collombs (1877-1925), landbouwingenieur en schepen van Serinchamps, stierf ongehuwd.
  - Renée de Collombs (1881-1956) trouwde in 1900 in Serinchamps met baron Albert van der Straeten Waillet (1877-1940).

## André de Collombs
Victor Joseph Antoine André de Collomb (Stavelot, 29 november 1855 - Verviers, 7 juli 1936) werd samen met zijn broer opgenomen in de Belgische erfelijke adel. Hij trouwde in 1896 in Ensival met Sibille Gueurs (1860-1934). Het echtpaar bleef kinderloos.

## Uitdoving
In de mannelijke lijnen doofde de adellijk geworden familie in 1936 uit. De laatste vrouwelijke naamdraagster was Renée de Collombs (zie hierboven).
Léon en André de Collombs hadden een zus, Julie de Collombs, die trouwde met Ferdinand Massange. Hun zoon, Maurice Massange, kreeg in 1926, vergunning om de naam de Collombs aan zijn familienaam toe te voegen.